# LGA 1567
LGA 1567 o Socket LS es un zócalo de CPU destinado a ser utilizado por los microprocesadores de la microarquitectura Intel Nehalem e Intel Xeon.

## Visión general
LGA 1567 se utilizaba comúnmente en ordenadores servidores o de alto rendimiento. Tiene 1567 superficies conductoras LGA incorporadas en el socket que hacen contacto directamente con los pads chapados en oro del microprocesador.

### Tecnologías
Los microprocesadores Intel Xeon de la serie 6500, pueden utilizar 2 microprocesadores en una misma placa base compatible, en la serie 7500 esta posibilidad se extiende desde 4 a 8 microprocesadores.

### Compatibilidad
Soporta microprocesadores de la microarquitectura Nehalem de la serie Beckton y microprocesadores de la microarquitectura Xeon de la serie Xeon 7500 y Xeon 6500.

## Historia

### Predecesor

#### LGA 1366
LGA 1366 o Socket B, es un zócalo de CPU, compatible con los microprocesadores Intel Intel Core i7.

### Sucesor

#### LGA 2011
LGA 2011 o Socket R, es un zócalo de CPU destinado a ser utilizado por los microprocesadores de la microarquitectura Sandy Bridge e Intel Xeon.